# Peisos petrunkevitchi
Peisos petrunkevitchi är en kräftdjursart som beskrevs av Martin D. Burkenroad 1945. Peisos petrunkevitchi ingår i släktet Peisos och familjen Sergestidae. Inga underarter finns listade i Catalogue of Life.